# ラダミストゥス

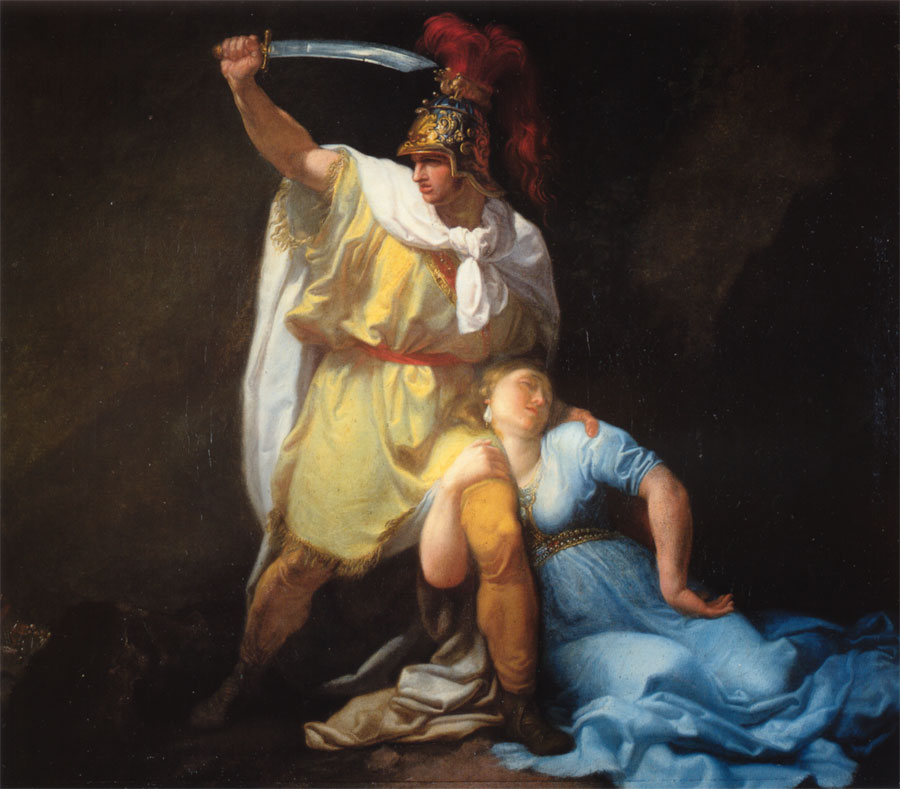
妻ゼノビアを殺害しようとするラダミストゥス（ルイジ・サバテッリ(Luigi Sabatelli)画）

ラダミストゥス (Rhadamistus、グルジア語: რადამისტი、アルメニア語: Հռադամիզդ)は、51年から53年、54年から55年にアルメニアを統治したイベリア王国（今のジョージア東部）の王子。強奪者、専制君主だったと考えられ、パルティアが支援する反乱によって倒された。タキトゥス『年代記』第12-13巻に記されている。

## 生涯
イベリア王ファーズマン1世の子ラダミストゥスは、その野心、美貌、武勇によって知られている。息子による簒奪を恐れていたファラスメナス1世は、ラダミストゥスが叔父であり義理の父親（妻ゼノビアの父親）でもあるアルメニア王ミトリダテスに対して戦争を起こすに違いないと思っていた。ラダミストゥスはイベリア人は大軍を率いて侵略し、カエリウス・ポリオ将軍と百人隊長カスペリウスの指揮するローマ帝国が駐屯していたゴルネアス（Gorneas、ガルニ）の要塞までミトリダテスを追いやった。ラダミストゥスの賄賂に心のぐらついたポリオは守備隊に降伏を説得し、ミトリダテスはやむなく甥に引き渡されることに同意した。ラダミストゥスは非暴力の約束をしたにもかかわらずミトリダテスとその子を処刑し、アルメニア王になった（51年）。
ローマはアルメニアの味方を援助しないことに決め、名目上ラダミストゥスにアルメニアから去るよう要求した。カッパドキアのローマ総督パエリグヌスはアルメニアに侵略し、国土を略奪した。シリア総督クアドラトゥスは治安回復のため部隊を送ったが、パルティアとの戦争を回避するため、呼び戻された。パルティア王ヴォロガセス1世はこの機会にアルメニアに軍隊を送り、イベリア人を追い払った（53年）。冬が来てパルティア人はアルメニアからの撤退を余儀なくされ、その結果ラダミストゥスの復権を許すことになった。ラダミストゥスはパルティアに降伏したアルメニア諸都市を裏切り者として罰した。罰された諸都市は反乱を起こし、ラダミストゥスに替えてパルティア王子をアルメニア王ティリダテス1世とした（55年）。ラダミストゥスは身重の妻ゼノビア（Zenobia）を連れて逃亡したが、そのゼノビアについて、タキトゥスはロマンティックな物語を語っている。長い時間馬に乗っていることができず、ゼノビアは敵の手に落ちるよりはと、夫に自分を殺してくれと頼む。アラス川の川岸でゼノビアは刺され置き去りにされるが、一命をとりとめ、数人の羊飼いたちに発見される。羊飼いたちはゼノビアをティリダテス1世の王宮に連れて行くが、王はゼノビアを王族として手厚くもてなした、という話である。
一方、ラダミストゥスはイベリアに戻ったが、すぐに父王に対する陰謀を企て、父王によって処刑された。

## 芸術の中のラダミストゥス

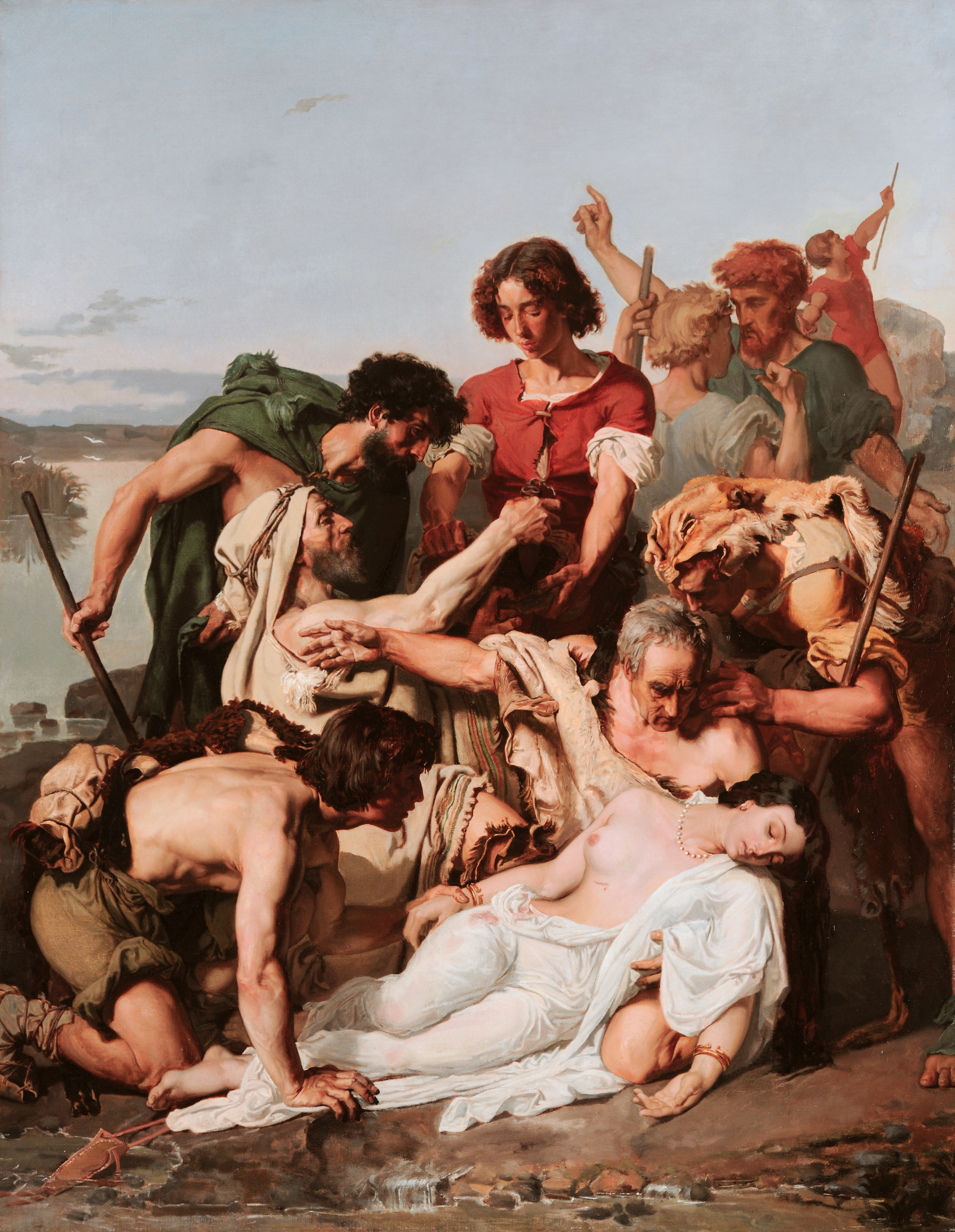
ポール・ボードリー『発見されたゼノビア』（1848年頃）

- フランチェスコ・ガスパリーニ『暴虐の愛、またはゼノビア』（1710年） - 台本：ドメニコ・ラッリ
- ゲオルク・フリードリヒ・ヘンデル『ラダミスト（Radamisto）』（1720年） - 台本はニコラ・フランチェスコ・ハイムが上記ラッリによる台本を改変したもの。
- メタスタージオ台本の2本のオペラ『ゼノビア』- ジョヴァンニ・バッティスタ・ボノンチーニ作曲（1737年）とヨハン・アドルフ・ハッセ作曲（1761年）
- 傷ついて意識を失ったゼノビアが川岸で発見される絵は、ウィリアム・アドルフ・ブグロー、ポール・ボードリー、ニコラ・プッサンが取り上げた古典的なテーマだった。